# La Fontaine-Saint-Martin
La Fontaine-Saint-Martin là một xã thuộc tỉnh Sarthe trong vùng Pays-de-la-Loire tây bắc nước Pháp. Xã này nằm ở khu vực có độ cao từ 49-100 mét trên mực nước biển.